# Borgo Santi Apostoli
A Borgo Santi Apostoli Firenze egyik régi utcája, ami az utcában lévő Santi Apostoli templomról kapta a nevét. Néhány jelentősebb palota található még az utcában, a Palazzo Acciaiuoli, a Palazzo degli Altoviti és a Palazzo Borgherini-Rosselli del Turco. Az utca szinte teljes hosszában megőrizte eredeti középkori hangulatát. Az utca végén található az apró Piazza del Limbo tér, aminek a helyén a középkorban a kereszteletlenül meghalt csecsemők temetője volt.